# Slasher-film
Een slasher-film is een subgenre van de horrorfilm. Films binnen dit genre draaien altijd om een seriemoordenaar, die zijn slachtoffers stalkt en op gruwelijke wijze vermoordt. Die moordenaar kan een psychotisch persoon (soms gemaskerd, meestal onbekend) zijn of een bovennatuurlijk wezen. De slachtoffers van de moordenaar zijn doorgaans tieners en adolescenten, die meestal iets op hun kerfstok hebben en/of er een "verboden" levensstijl op na houden zoals drugsgebruik en seksueel actief zijn.
De films worden verder vaak gekenmerkt door een grote hoeveelheid sequels.

## Geschiedenis
De oudste slasherfilm is Thirteen Women uit 1932, maar het genre werd pas in de jaren 60 van de 20e eeuw echt populair. De jaren 80 en vroege jaren 90 worden gezien als het gouden tijdperk van het genre, toen de filmreeksen Halloween, Friday the 13th en A Nightmare on Elm Street een groot aantal filmmakers inspireerden tot het maken van slasherfilms. In het midden van de jaren 1990 was er hernieuwde belangstelling voor de slasherfilms, maar dan vaak als parodie op het genre, met als trendsetter de film Scream uit 1996.

## Belgische en Nederlandse slasherfilms
- Amsterdamned (1988)
- Sl8n8 (2006)
- Complexx (2006)
- Sint (2010)
- Welp (2014)
- SneekWeek (2016)

## Overige slasherfilms
- Jack the Ripper (1959)
- Peeping Tom (1960)
- Strait-Jacket (1964)
- A Bay of Blood (1971, giallo-slasher)
- Hands of the Ripper (1971)
- Jack the Ripper of London (1971)
- Torso (1973, giallo-slasher)
- Black Christmas (1974, remake 2006, 2019)
- A Knife for the Ladies (1974)
- The Texas Chain Saw Massacre (1974, remake 2003)
- Eyeball (1975, giallo-slasher)
- Violated! (1975)
- Alice, Sweet Alice (1976)
- House of Mortal Sin (1976)
- Jack the Ripper - Der Dirnenmörder von London (1976)
- Halloween (1978, remake 2007)
- The Hills Have Eyes (1979), remake 2006)
- Christmas Evil (1980)
- Dressed to Kill (1980)
- Friday the 13th (1980, remake 2009)
- Funeral Home (1980)
- Maniac (1980, remake 2012)
- Motel Hell (1980)
- Mother's Day (1980)
- New Year's Evil (1980)
- Prom Night (1980, remake 2008)
- Schizoid (1980)
- Terror Train (1980)
- Don't Go in the Woods... Alone! (1981)
- Friday the 13th Part 2 (1981)
- Graduation Day (1981)
- Halloween II (1981)
- Happy Birthday to Me (1981)
- Hospital Massacre (1981)
- House by the Cemetery (1981, zombie/slasher)
- My Bloody Valentine (1981, remake 2009)
- Nightmares in a Damaged Brain (1981)
- Student Bodies (1981)
- The Burning (1981)
- Friday the 13th Part III (1982)
- The New York Ripper (1982, giallo-slasher)
- The Slumber Party Massacre (1982, remake 2021)
- The House on Sorority Row (1983, remake 2009)
- Sleepaway Camp (1983)
- A Nightmare on Elm Street (1984, remake 2010)
- Friday the 13th: The Final Chapter (1984)
- The Hills Have Eyes Part II (1984, remake 2007)
- Splatter University (1984)
- Tightrope (1984)
- Bridge across Time (1985)
- Friday the 13th: A New Beginning (1985)
- Nail Gun Massacre (1985)
- The Ripper (1985)
- A Nightmare on Elm Street Part 2: Freddy's Revenge (1985)
- April Fool's Day (1986, remake 2008)
- Jason Lives: Friday the 13th Part VI (1986)
- Night Ripper! (1986)
- Slaughter High (1986)
- The Texas Chainsaw Massacre 2 (1986)
- Moon in Scorpio (1987)
- A Nightmare on Elm Street 3: Dream Warriors (1987)
- Slaughterhouse (1987)
- Slumber Party Massacre II (1987)
- Friday the 13th Part VII: The New Blood (1988)
- Hide and Go Shriek (1988)
- Hollywood Chainsaw Hookers (1988)
- A Nightmare on Elm Street 4: The Dream Master (1988)
- Scarecrows (1988)
- Sleepaway Camp II: Unhappy Campers (1988)
- Darkroom (1989)
- Friday the 13th Part VIII: Jason Takes Manhattan (1989)
- Intruder (1989)
- A Nightmare on Elm Street 5: The Dream Child (1989)
- Sleepaway Camp III: Teenage Wasteland (1989)
- A Cat in the Brain (1990)
- Frankenhooker (1990)
- Leatherface: Texas Chainsaw Massacre III (1990)
- Skinned Alive (1990)
- Slumber Party Massacre III (1990)
- Popcorn (1991)
- Sleepaway Camp IV: The Survivor (1992)
- Jason Goes to Hell: The Final Friday (1993)
- Skinner (1993)
- Wes Craven's New Nightmare (1994)
- The Return of the Texas Chainsaw Massacre (1995)
- Scream (1996)
- I Know What You Did Last Summer (1997)
- The Ripper (1997)
- Scream 2 (1997)
- I Still Know What You Did Last Summer (1998)
- Urban Legend  (1998)
- Cherry Falls (2000)
- Sandy Hook Lingerie Party Massacre (2000)
- Scream 3 (2000)
- From Hell (2001)
- Ripper (2001)
- Session 9 (2001)
- Valentine (2001)
- Halloween: Resurrection (2002)
- Jason X (2002)
- Cheerleader Massacre (2003)
- Freddy vs. Jason (2003)
- HellBent (2004)
- I Am the Ripper (2004)
- Ripper 2: Letter from Within (2004)
- Satan's Little Helper (2004)
- Saw (2004)
- Tamara (2005)
- Urban Legends: Bloody Mary (2005)
- All the Boys Love Mandy Lane (2006)
- Hatchet (2006)
- I'll Always Know What You Did Last Summer (2006)
- Penny Dreadful (2006)
- Pick Me Up (2006)
- See No Evil (2006)
- Stay Alive (2006)
- Texas Chainsaw Massacre: The Beginning (2006)
- Disturbia (2007)
- Grindhouse: Death Proof (2007)
- Zodiac (2007)
- Asylum (2008)
- Gutterballs (2008)
- The Midnight Meat Train (2008)
- Return to Sleepaway Camp (2008)
- Blood Night (2009)
- The Collector (2009)
- My Super Psycho Sweet 16 (2009)
- Smash Cut (2009)
- Sorority Row (2009)
- Hatchet II (2010)
- The Los Angeles Ripper (2011)
- Scream 4 (2011)
- American Mary (2012)
- Gone (2012)
- My Super Psycho Sweet 16: Part 3 (2012)
- Hatchet III (2013)
- Texas Chainsaw 3D (2013)
- Teenage Slumber Party Nightmare (2014)
- Dude Bro Party Massacre III (2015)
- Gutterballs 2: Balls Deep (2015)
- Lady Psycho Killer (2015)
- Hot Tub Party Massacre (2016)
- Jack the Ripper - Eine Frau Jagt einen Mörder (2016)
- Pool Party Massacre (2016)
- Razors: The Return of Jack the Ripper (2016)
- Happy Death Day (2017)
- Leatherface (2017)
- Party Night (2017)
- Victor Crowley (2017)
- Batman: Gotham by Gaslight (2018)
- Halloween (2018)
- Happy Death Day 2U (2019)
- Slasher Party (2019)
- Freaky (2020)
- The Stylist (2020)
- Halloween Kills (2021)
- Ripper Untold (2021)
- Bodies Bodies Bodies (2022)
- Bring It On: Cheer or Die (2022)
- Candy Land (2022)
- Halloween Ends (2022)
- Pearl (2022)
- Scream (5) (2022)
- Texas Chainsaw Massacre (2022)
- X (2022)
- The American Ripper (2023)
- Amityville Ripper (2023)
- Murdercise (2023)
- Pillow Party Massacre (2023)
- Scream VI (2023)
- Winnie the Pooh: Blood and Honey (2023)
- MaXXXine (2024)